# あん摩マッサージ指圧師教員
あん摩マッサージ指圧師教員は、あん摩マッサージ指圧師の養成施設（専修学校等）において按摩、マッサージ、指圧の実技指導や学科を担当する。

## 認定資格
- あん摩マッサージ指圧師免許を取得後、特別課程において2年以上の修業者（専修学校の卒業者のみ）
- 5年以上の実務経験を有した後、厚生労働大臣の指定する講習会を受講した者（盲学校、筑波技術大学、筑波技術大学短期大学部卒業者のみ）

### 科目
講義は総合1155時間、演習は総合240時間、実習は総合360時間、合計1755時間行われる。
基礎科目
- 人文科学（講義30時間）
- 社会科学（講義30時間）
- 自然科学（講義30時間）
- 保健体育（講義15時間、実習45時間、合計60時間）
- 外国語（講義30時間、演習60時間、合計90時間）

教育学
- 教育原理（講義60時間）
- 教員心理（講義60時間）
- 教育技法（講義60時間、演習30時間、合計90時間）
- 教育実習（実習90時間）
- 教育法規（講義15時間）

専門科目
- 基礎医学 
  - 解剖学（講義60時間、実習45時間、合計105時間）
  - 生理学（講義60時間、実習45時間、合計105時間）
  - 病理学（講義90時間）
  - 衛生学（講義45時間）
  - 生化学（講義45時間）
- 臨床科目 
  - 診察概論（講義90時間）
  - 臨床総論及び臨床各論（講義150時間、演習120時間、合計270時間）
  - 漢方概論（講義75時間）
  - 経穴概論（講義45時間、演習30時間、合計75時間）
  - あん摩マッサージ指圧理論（講義30時間）
- 臨床実習
  - あん摩マッサージ指圧実技（実習135時間）

関連科目
- 医事法規・関係法規（講義60時間）
- 医学史（講義30時間）
- 経営管理学（講義30時間）
- 統計学（講義15時間）

## 取得
- 養成施設においてはあん摩マッサージ指圧はりきゅう教員の名前で取得できるものとあん摩マッサージ指圧師専任教員の名前で取得できるものがある。

## その後の進路
- 大部分は養成施設に就職、勤務して学生を指導するが、中には治療院に勤務又は開業し、外部講師、非常勤講師の形で指導を行う者もいる。